# 科學心理學
科學心理學（英語：scientific psychology）是由1879年德國生理學家馮特在萊比錫大學建立的第一個心理實驗室，標誌著現代心理學（即科學心理學）的開端。其拋棄精神分析所強調的意識問題，以可量化的實驗來研究心理學，不同於精神分析學者所強調的質的研究。

## 外部連結
- SCIENTIFIC PSYCHOLOGY （页面存档备份，存于）
- Classics in the History of Psychology （页面存档备份，存于）